# The Lure (film 2015)
The Lure (Córki dancingu) è un film del 2015 diretto da Agnieszka Smoczyńska.

## Trama
Nella Varsavia degli anni ottanta, una coppia di bellissime sorelle sirene comincia a lavorare, sotto mentite spoglie, in un cabaret. Tuttavia, i loro piani di uccidere i clienti e cibarsi delle loro carni entrano in crisi quando una di loro s'innamora di un umano.

## Distribuzione
Il film è stato distribuito nelle sale cinematografiche polacche il 25 dicembre 2015 da Kino Świat, per poi venire presentato al Sundance Film Festival 2016 il mese seguente. In Italia è arrivato su Netflix nel maggio 2021.

## Riconoscimenti
- 2016 - Sundance Film Festival
  - Premio speciale della giuria: World Cinema Dramatic per l'originalità della visione e lo stile ad Agnieszka Smoczyńska
  - In concorso per il premio della giuria: World Cinema Dramatic
- 2016 - Festival internazionale del cinema di Porto
  - Grande Prémio Fantasporto